# Marcus Haraldsson
Marcus Haraldsson, född 8 maj 1978 i Steneby, Dalsland, journalist, fotograf och författare.
Marcus Haraldsson debuterade år 2007 med boken En linje över Kina på Alfabeta förlag. Historien bygger på två cykelturer längs en diagonal tvärs över Kina med sju års mellanrum (år 1999 och 2006). Marcus Haraldsson har magisterexamen i freds- och konfliktkunskap på Uppsala Universitet, är utbildad journalist från JMK i Stockholm och Columbia University i New York och fotograf från Nordens Fotoskola Biskops-Arnö. Han har genomfört flera långa projekt i Kina, Latinamerika och Ryssland och arbetar regelbundet för bland andra Svenska Dagbladet och Utemagasinet. Han har nominerats till Årets Miljöjournalist 2004 och vunnit Dalslands Literaturpris 2008. Han är baserad i Dals Långed, Dalsland.